# 반성역
반성역(Banseong station, 班城驛)은 경상남도 진주시 일반성면 운천리에 위치한 경전선의 철도역이다. 인근의 대천리에 경상남도 수목원이 자리잡고 있어서, 수목원을 이용하는 승객이 제법 있어 2007년에 별도로 수목원을 통과하는 지점 부근에 임시승강장 형태로 진주수목원역을 설치하여 2012년 10월 23일에 이설하기 전까지 관리 및 운영하기도 하였다.
2012년 10월 23일 경전선이 복선화되었을 때 선로가 이설되어, 기존 일반성면 중심지인 창촌리에서 서쪽으로 약 2km가량 떨어진 지점인 운천리로 역사를 이전하였다.

## 연혁
- 1925년 6월 15일 : 보통역으로 영업 개시[1]
- 1991년 9월 1일 : 소화물 취급 중지[2]
- 1997년 6월 1일 : 평촌역 관리지정
- 2002년 8월 2일 : 역사 신축 준공
- 2006년 11월 15일 : 화물취급 중지[3]
- 2012년 10월 23일 : 경전선 마산-진주 복선 비전철 개통에 따라 창촌리(동부로1960번길 9)에서 운천리로 역사 이전
- 2017년 12월 18일 : 화물 취급 중지[4]
- 2021년: 차내취급역 지정 (매표업무 중지)

## 역 구조
승강장은 2면 2선의 쌍섬식 승강장으로 운용된다.

### 승강장
| ↑군북                    |
| \| \| ４３ \| ２１ \| \| |
| 진주↓                    |

| 1 | 경전선 | 무궁화호 | 사용하지 않음                             |
| 2 | 경전선 | 무궁화호 | 진주 · 순천 · 보성 · 광주송정 · 목포 방면 |
| 3 | 경전선 | 무궁화호 | 부전 · 창원 · 동대구 방면                 |
| 4 | 경전선 | 무궁화호 | 사용하지 않음                             |

## 사진

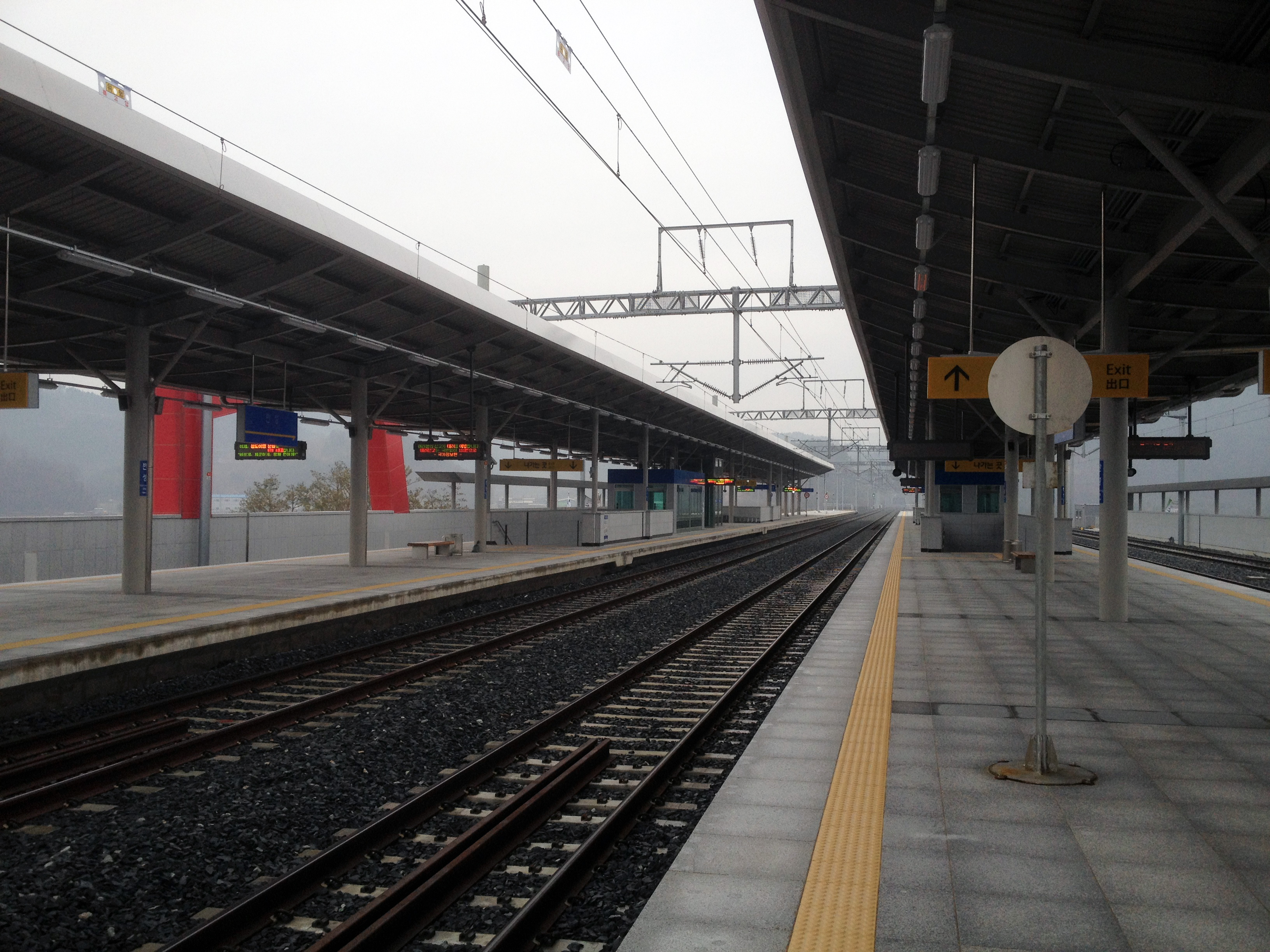
승강장
대합실
개찰구
매표소
1번출입구
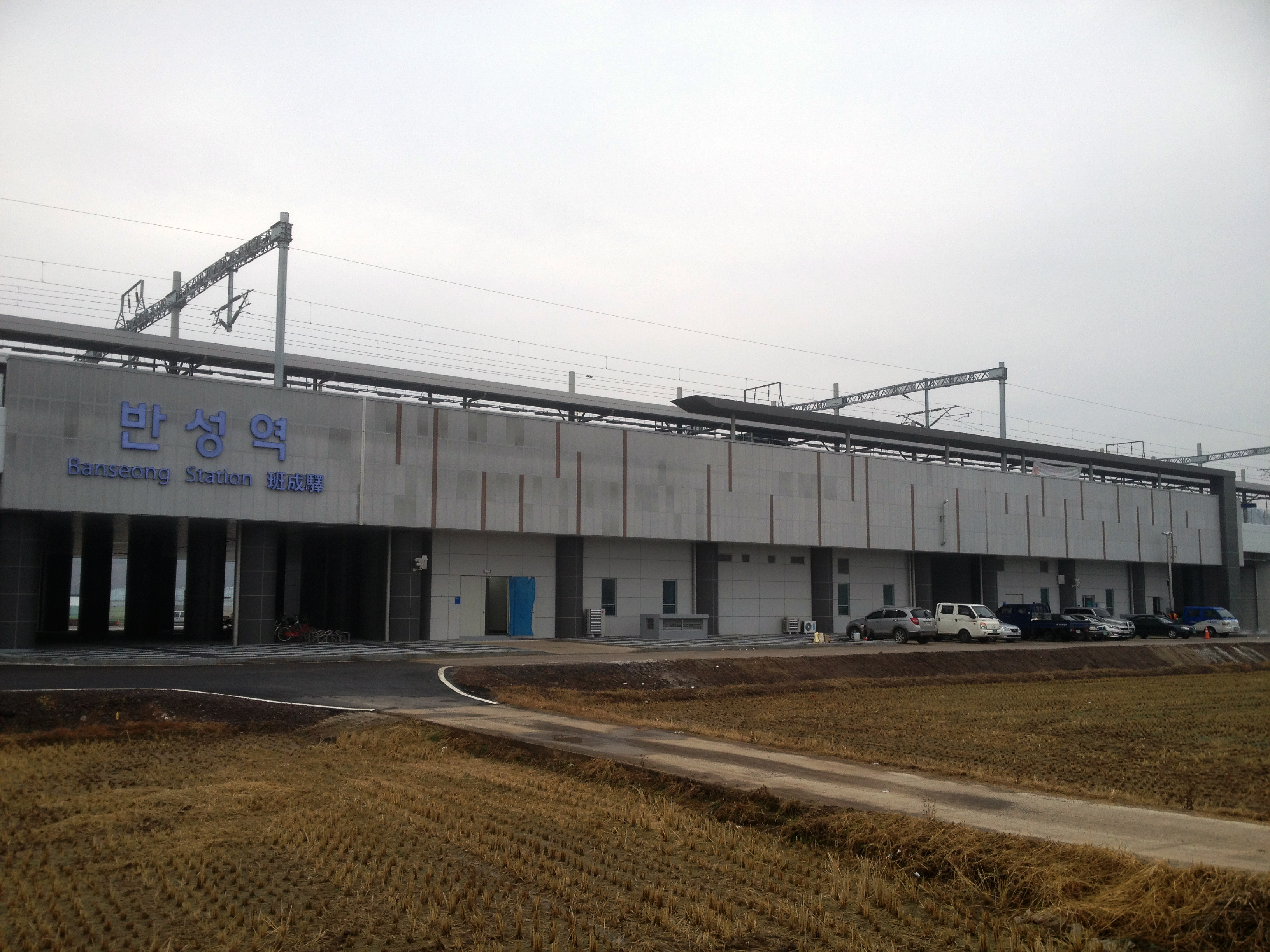
역사 (광장반대측)
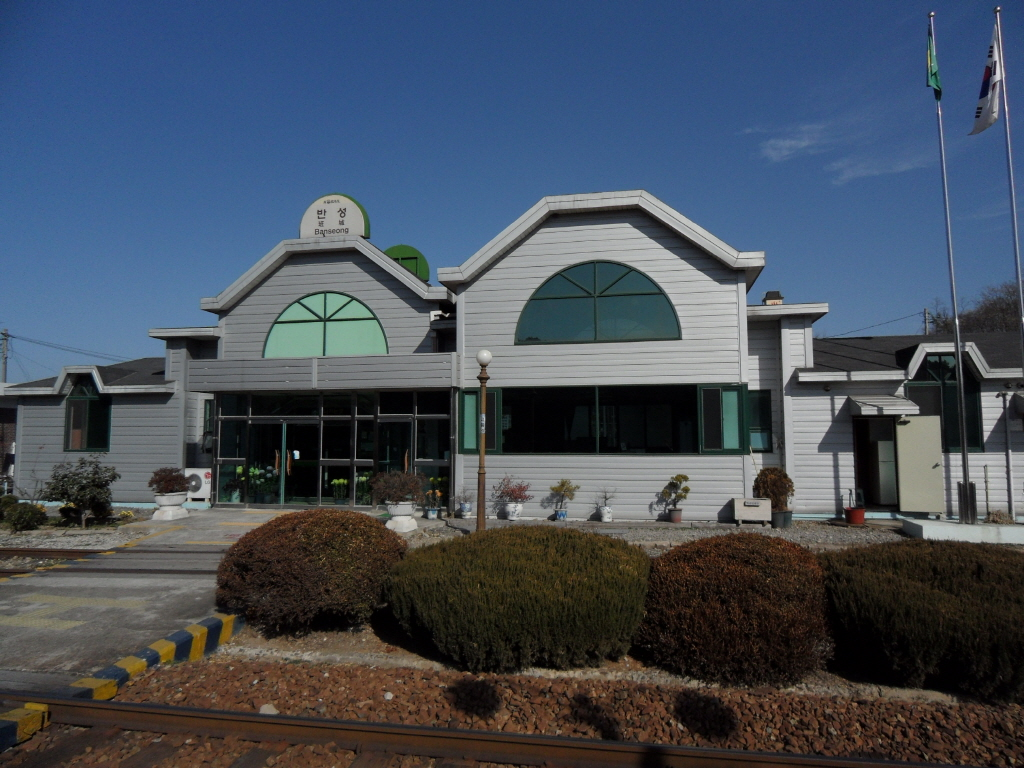
구 역사 (선로측)

## 인접한 역
| 경전선                     | 경전선          | 경전선                   |
| -------------------------- | --------------- | ------------------------ |
| 군북 부전 방면 동대구 방면 | 무궁화호 경전선 | 진주 목포 방면 진주 방면 |